# Thanatus namaquensis
Thanatus namaquensis es una especie de araña cangrejo del género Thanatus, familia Philodromidae. Fue descrita científicamente por Simon en 1910.

## Distribución
Esta especie se encuentra en Sudáfrica.